# Rio Birim (Nova Guiné)
O Rio Birim ou Ok Birim na província ocidental da Nova Guiné é um afluente do rio Ok Tedi, que por sua vez é um afluente do rio Fly norte. O rio Birim junta-se ao rio Ok Tedi a oeste entre Ningerum e Bige. A área do rio Birim é habitada pela tribo Yonggom. Eles praticam a agricultura swidden da floresta tropical. Cerca de 3.000 pessoas, falam a língua Ninggerum do grupo Ok.
Tem havido uma controvérsia contínua sobre os impactos nos estoques de peixes migratórios e no meio ambiente em geral devido à dragagem e outras operações de mineração da Ok Tedi Mining Limited no que resta do Monte Fubilan . Desde 1984, as pessoas da área culpam a mina pelo declínio geral nas colheitas e na produção de peixes.